# 救援警察系列
《救援警察系列》為日本東映製作的特攝TV連續劇，別名又稱作救援警察三部作。在東映特攝作品裡是在《宇宙刑事系列》后的第二个系列人氣作品。
系列分為《特警Winspector》、《特救指令Solbrain》、《特搜Exceedraft》三部曲。「地球上为应对高科技犯罪而设立的组织」 、「变身者亲手穿着戰鬥服」、「战斗后摘下头盔」等在當時來說是非常嶄新且劃時代的作品，對往後的特攝作品留下了深遠的影響。

## 系列构成
《特警Winspector》（特警ウインスペクター）
1990年（平成2年）2月4日，从1991年（平成3年）1月13日开始于每周星期天8点至8点30分（JST）由朝日电视台放送，总共49回，是东映制作的特摄电视剧。是《金属英雄系列》的第9部作品。
《特救指令Solbrain》（特救指令ソルブレイン）
从1991年（平成3年）1月20日，至1992年（平成4年）1月26日开始每周星期日8点至8点30分（JST）由朝日电视台放送，全53话，由东映制作的特摄电视节目。是《金属英雄系列》的第10部作品。
《特搜Exceedraft》（特捜エクシードラフト）
从1992年（平成4年）2月2日，至从1993年（平成5年）1月24日每周星期日8点至8点30分（JST）由朝日电视台放送，全49话，由东映制作的特摄电视节目。为《金属英雄系列》的第11部作品。 《特警Winspector》《特救指令Solbrain》之后，是《救援警察系列》的第3作，《救援警察系列》最后的作品。 企画时的命名的《紧急指令Triangle》也在第1话的定稿脚本上有所标记。 具体的设定和前2作品的基本路线的形式相同。，机器人型强化套装的着装人数增加至3人，手动着装等及以前的世界观的变化也有一些改动。而动作场面比前一作更为增多了。 本作品是前部分与前2部作品几乎没有关联性，但最后在前两部作品的主要登场人物的正木俊介的警视监登场，使其成为世界观相同的作品了。

## 关联作品

### 前作
《机动刑事Jiban》
1989年（平成元年）1月29日至1990年（平成2年）1月28日毎周礼拜日9时30分～10时00分（第9话为止）、毎周礼拜日8时00分～8时30分（第10话开始）在朝日电视台系播放。全52话。《金属英雄系列》的第8弹，是此系列在平成放送的最初作品。
初次尝试地球警察的设定，为《救援警察系列》打下基础。

### 后作
《特搜机器人强帕森》
从1993年1月31日至1994年1月23日每周星期日8 : 00至8 : 30（JST）由朝日电视台放送，全50话，由东映制作的特摄电视剧，作品中的主人公，是虚构的机器人。为《金属英雄系列》的第12部作品。
风格虽承接了《救援警察系列》，却以谜之机器人为主角。